# El Palomar (Buenos Aires)

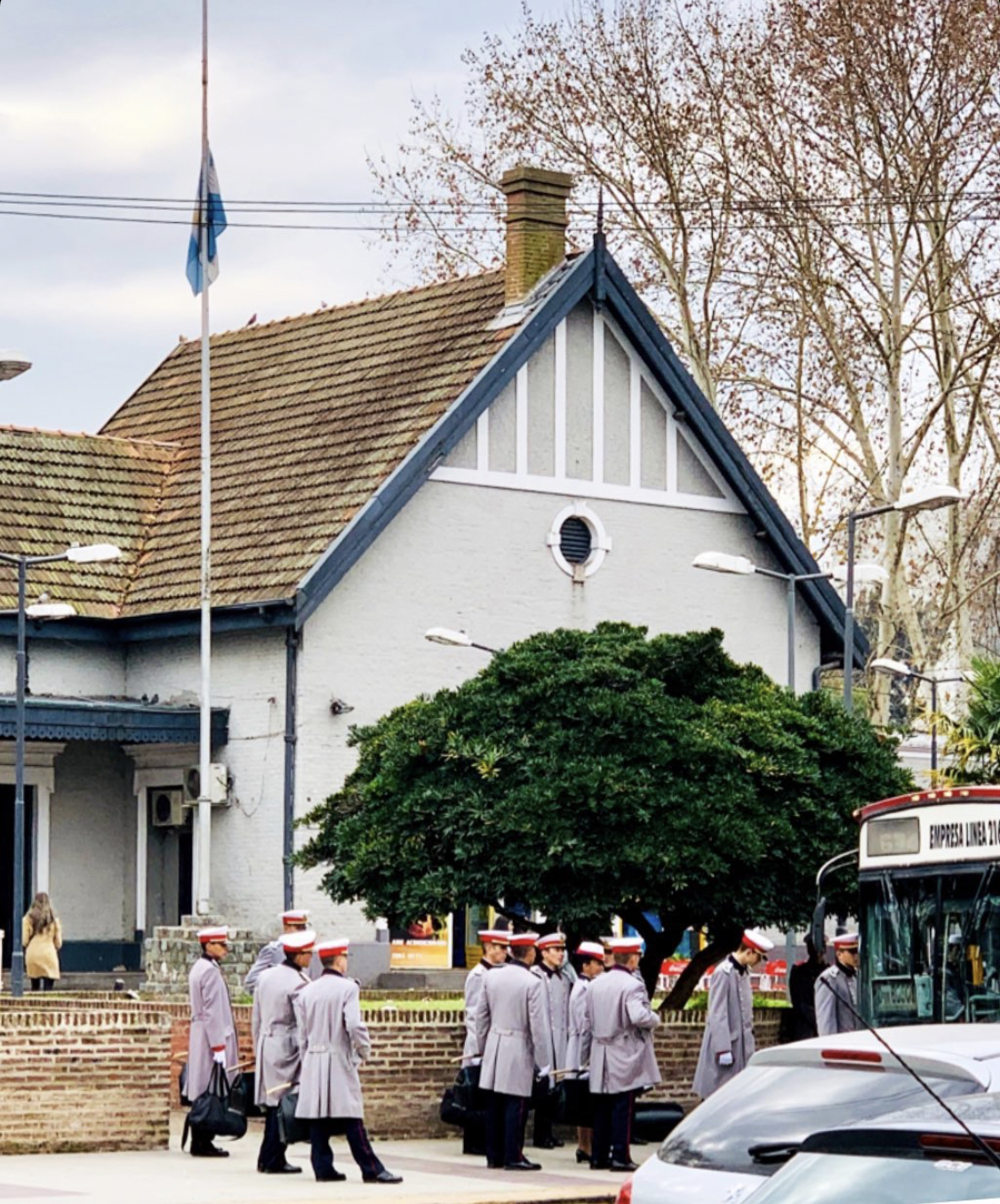
Estación de El Palomar

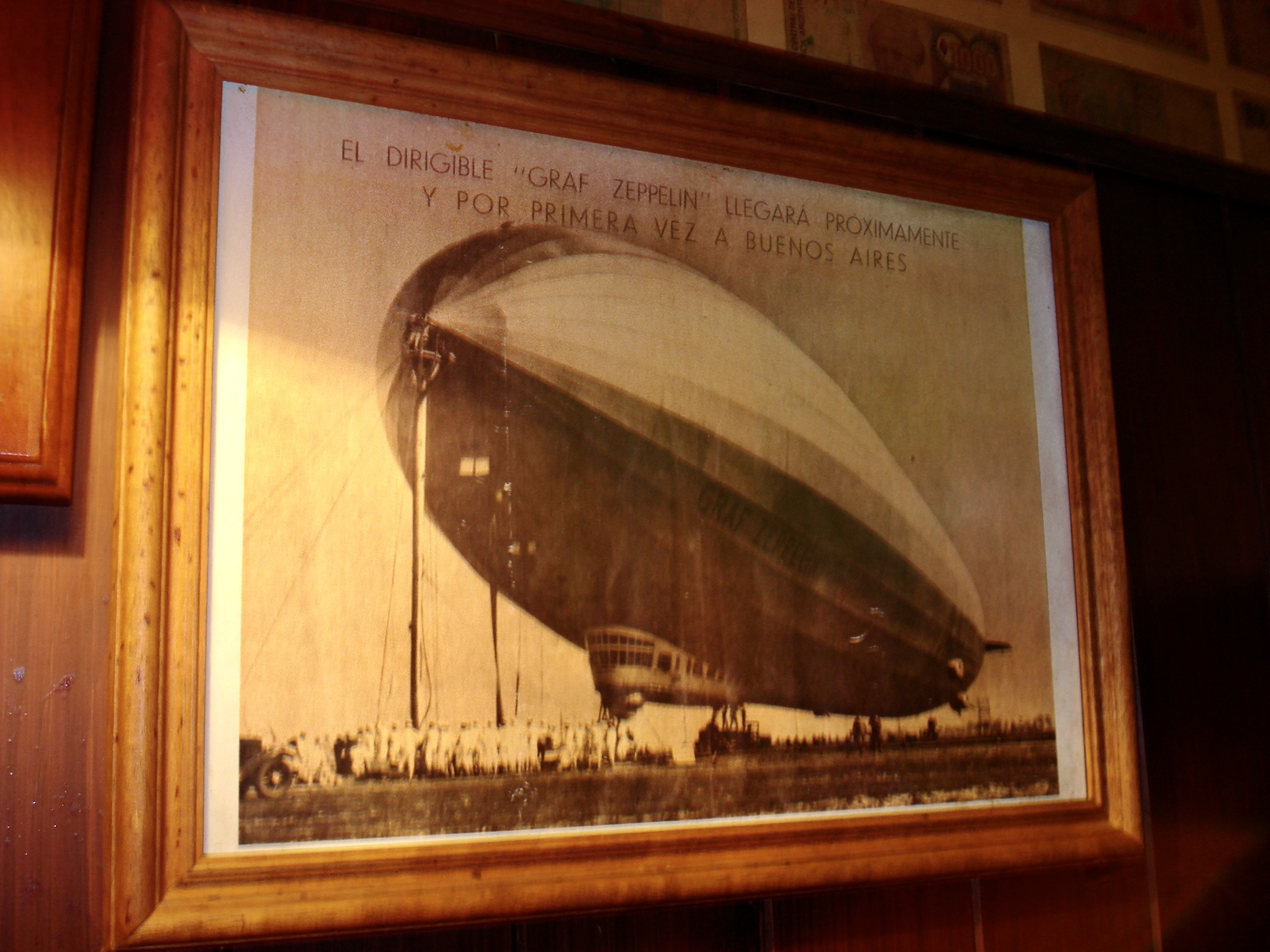
Aterrizaje del Graf Zeppelin

El Palomar es una ciudad residencial de Argentina ubicada en la Zona Oeste del Gran Buenos Aires. Su territorio se encuentra en el partido de Morón y partido de Tres de Febrero en la provincia de Buenos Aires. 
En Morón recibe el nombre de El Palomar y Palomar Este mientras que el sector conocido como Ciudad Jardín Lomas del Palomar y Palomar Norte pertenecen al partido de Tres de Febrero. En el lugar está asentado el Colegio Militar de la Nación del Ejército y la I Brigada Aérea de la Fuerza Aérea Argentina, cuyos terrenos fueron donados por la familia de Jorge Newbery exclusivamente para el uso de la fuerza. Hay dos barrios militares y una ex villa de emergencia (bautizada inicialmente como Barrio Sarmiento) que se transformó en un barrio urbanizado, siendo rebautizado bajo el nombre de Barrio Carlos Gardel.
También es una de las estaciones del Ferrocarril General San Martín: Estación El Palomar y cuenta con dos hospitales, unos de carácter nacional como lo es el Hospital Prof. Alejandro Posadas y el otro municipal, Dr Springolo. Posee en su territorio al tercer aeropuerto metropolitano de Buenos Aires, que es a la vez, la primera y única terminal aérea de América Latina destinada a las aerolíneas low-cost.

## Población

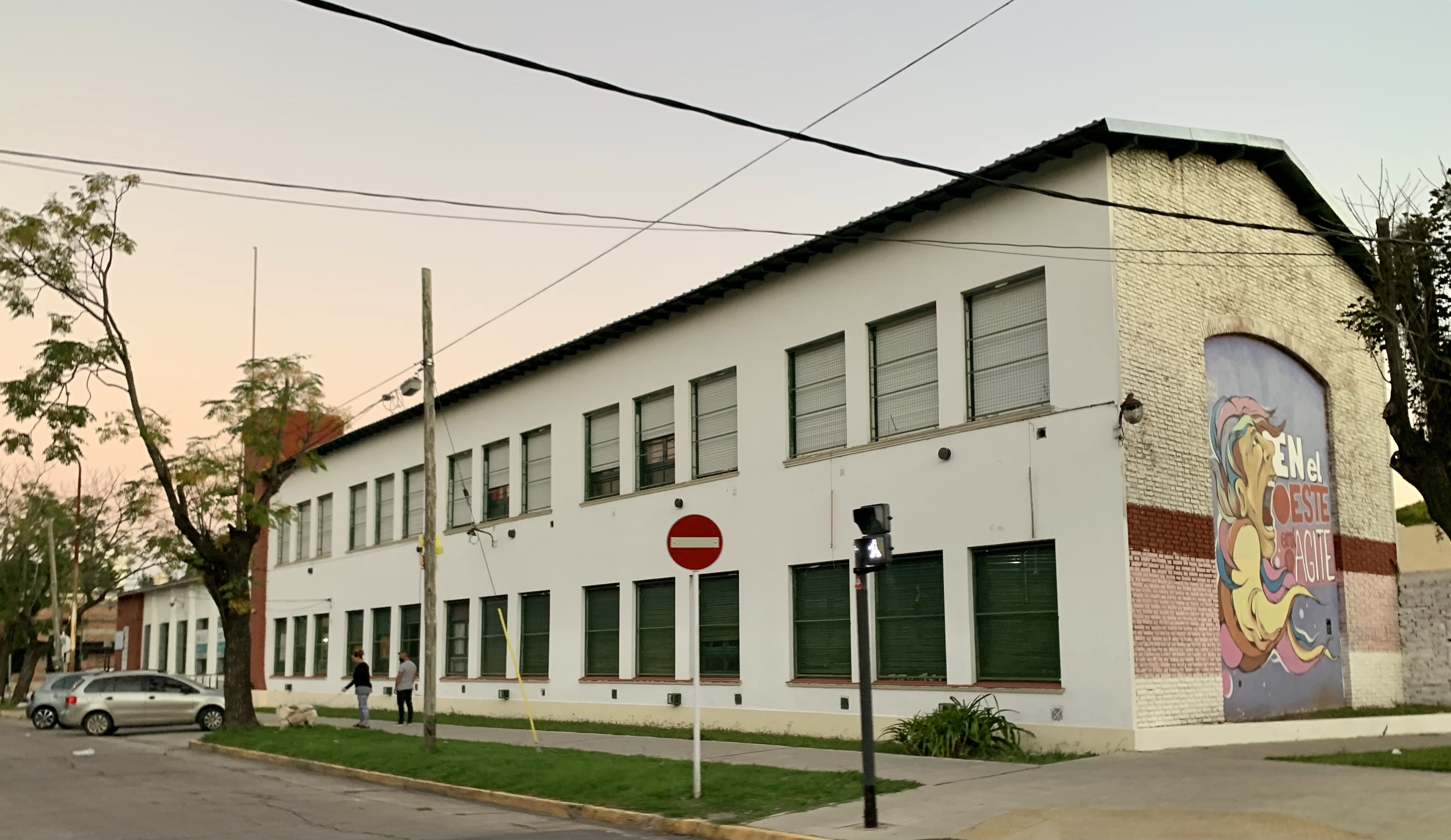
Escuela Benjamín Matienzo

#### Año 2010
Su población total según el INDEC 2010 fue 59.031 de habitantes.
- Hombres: 28.383
- Mujeres: 30.648

#### Año 2022
En el año 2022, la población es de 59.232 habitantes con más de 22.120 hogares distribuidos en 14km2.

## Despliegue de las Fuerzas Armadas
| Unidades de la Guar Ej Campo de Mayo                            | Abreviatura |
| --------------------------------------------------------------- | ----------- |
| Dirección de Intendencia                                        | Dir Int     |
| Colegio Militar de la Nación                                    | CMN         |
| Escuela Superior de Guerra «Teniente General Luis María Campos» | ESG         |
| Batallón de Intendencia 601 «Antonio del Pino»                  | B Int 601   |

| Unidades de la Guarnición Aérea El Palomar | Abreviatura |
| ------------------------------------------ | ----------- |
| I Brigada Aérea                            | I BA        |
| Grupo 1 de Transporte Aéreo                | G1TA        |
| Grupo Base 1                               | GB1         |
| Grupo Técnico 1                            | GT1         |
| Grupo de Guerra Electrónica                | GGE         |
| Grupo 3 de Comunicaciones                  | G3C         |
| «Águilas Azules»                           | n/d         |

## Ciudad Jardín Lomas del Palomar
Ciudad Jardín Lomas del Palomar colinda con El Palomar,  fue concebido en 1944  con la idea de crear una «Ciudad Jardín» que ofrezca un equilibrio de vida urbana con espacios verdes, una ciudad dentro de una ciudad.

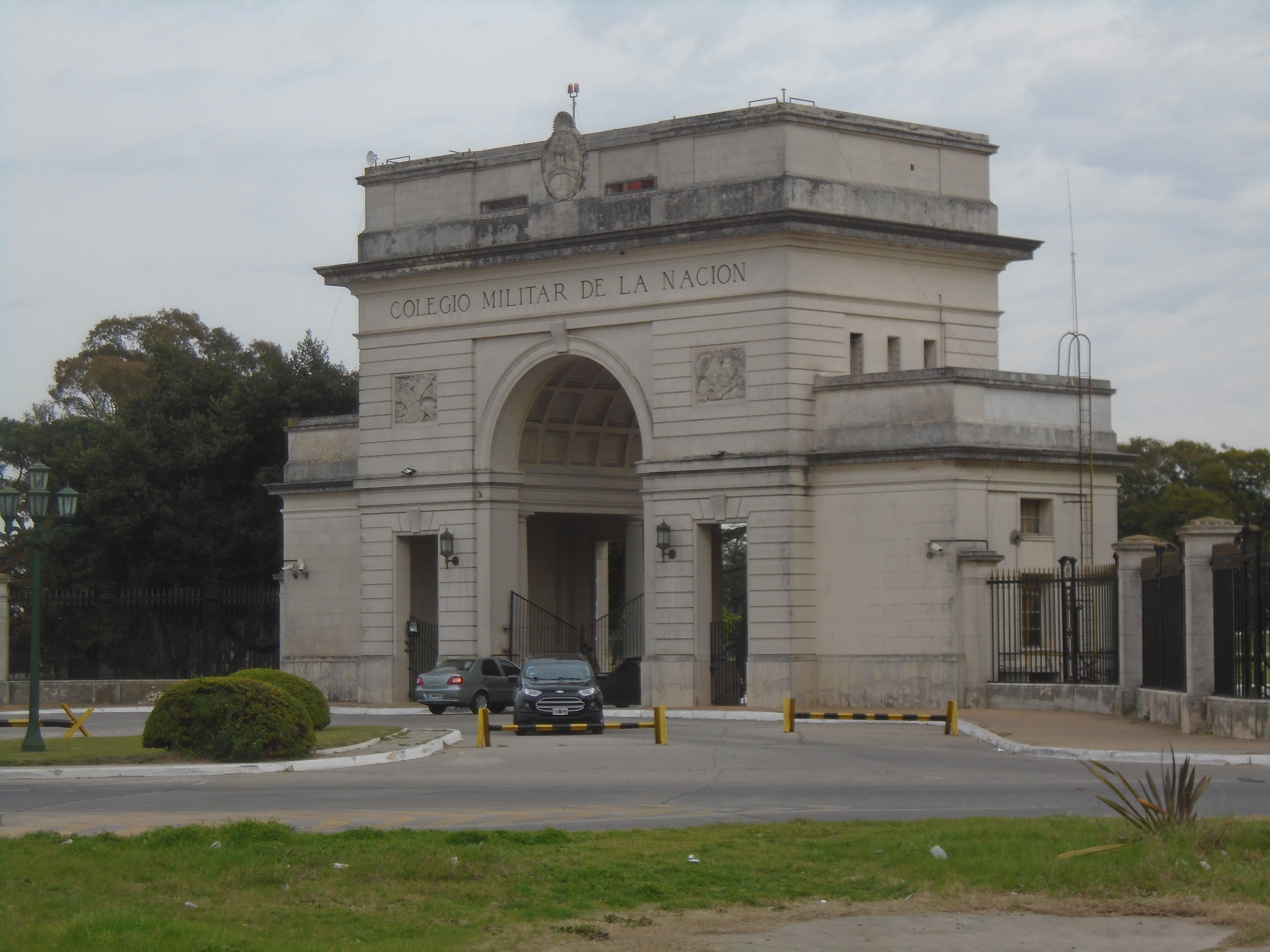
Colegio Militar de la Nación (El Palomar).

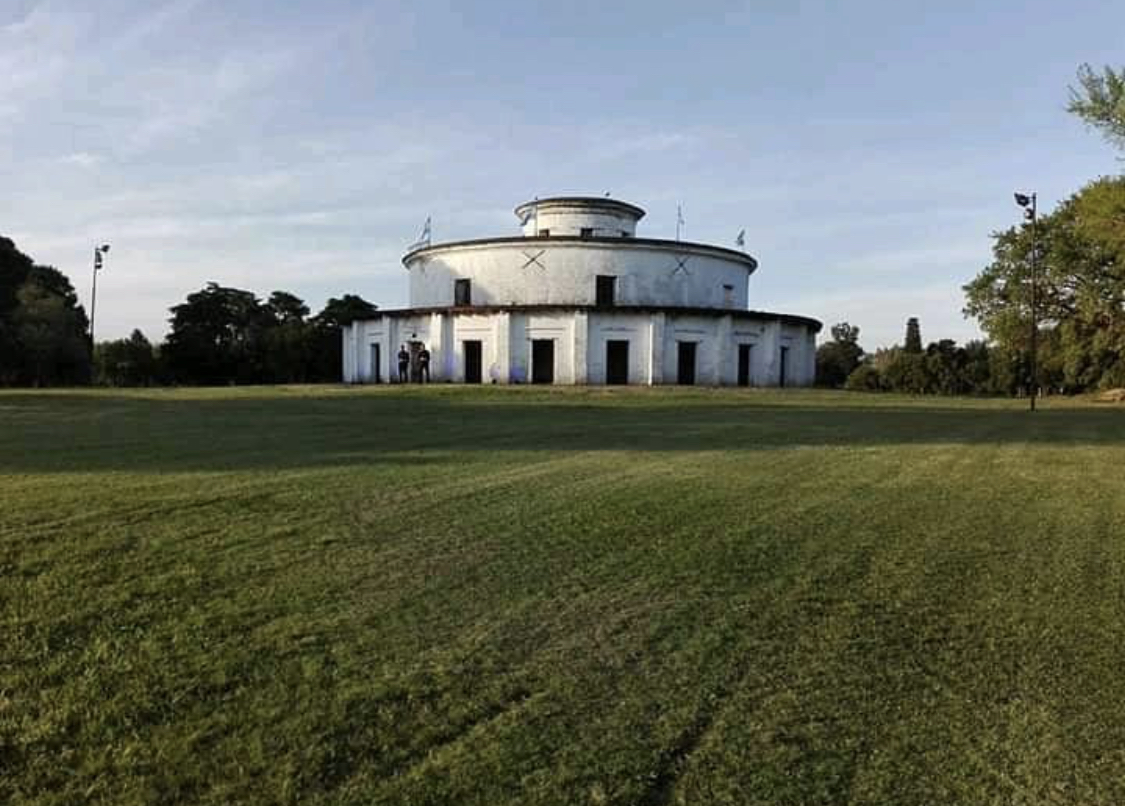
Edificio histórico de El Palomar

## Historia
Geográficamente se hablaba de la cañada de Ruiz o Cañada de Oliva, nombre de un capitán que fue dueño de estas tierras. Allá por 1700 figura como dueño de gran parte de estas tierras recién conquistadas a los aborígenes el Señor Juan Ruiz, de allí el nombre de la Cañada de Ruiz que se dio por mucho tiempo a estas tierras.
Casi a fines de 1700 se hace propietario de las tierras que hoy ocupa el Colegio Militar de la Nación, Ciudad Jardín Lomas del Palomar y parte de la I Brigada Aérea el Señor Diego Casero.
En el patio de la propiedad, el Señor Diego Casero levantó un palomar, de forma circular, de tres pisos concéntricos, que aún se conserva. En su interior vivían miles de palomas que se multiplicaban y servían de sustento.
En 1872 el Señor Mateo Eguía con su esposa María Antonia Altuna y sus hijos Joaquina, José, Josefa y Mateo instala una especie de pulpería donde daba de comer a los obreros de los saladeros y a los reseros. Fueron en cierta manera los primeros habitantes y fundadores del pueblo.
En 1886 los accionistas de la Cía. del Pacífico propusieron extender la línea férrea de Mercedes (Bs.As.) a la Capital Federal, que fue habilitada el 25 de marzo de 1888 con una distancia de 107 km. El tramo inaugurado comprendía la estación Palermo (bajo nivel), junto a la calle Godoy Cruz hasta Mercedes (Bs.As.). Al habilitarse esta sección se inauguraron las paradas de Caseros, Muñiz, Pilar y Agote, pasando por El Palomar pero no tenía parada ni estación, que fue construida tiempo después en los campos donde se libró la Batalla de Caseros a solo 22 km de la Capital Federal.
El 8 de noviembre de 1910, C. Massini y Cía realiza el primer remate de tierras del lugar. Las primeras familias fueron Juan Manuel Giuffra, Juan Guidobono, Miguel Kelly, Francisco Ramos Mejía, Ange Vexina, Eleuterio R. Blanco, Juan Gutiérrez, Enrique Alliot, Oscar Zandez, Roberto R, Bustos, Antonio Alo, Serafín Quiroga, Mateo Eguía (h), Florencio Bracso, Timoteo Zamora, Antonio Álvarez, Luis Negrette, M. Springolo, Vicente Virginillo, Ángel Deriani, Santiago Moran, Manuel Fernández, Ángel Giuliani, Ruiz Braga, David Gil Palacios, Juan Parasochka, Ángel Miñones, Domingo Batista, Guevara, José Rodríguez, Cobo, Aguilar, Bustos, Lathour, Enrique Shoeder.
Apenas un año después se designa la primera Sociedad de Fomento, presidida por Juan Manuel Giuffra, la cual logró -entre otras cosas- el alumbrado público de la zona.
En 1912, El Palomar cuenta con los siguientes comerciantes; Eliseo Bracco, Tambo y reparto de leche a domicilio; Vicente Batista, almacén; Alo, bar y pensión los Andes; Francisco Ruiz, reparto de leche a domicilio; Hilarión Fernández, reparto de leche a domicilio; Pedro Marini, panadería; Gabriel Fiol, tambo y quinta; Faciolo, transporte colectivo a Haedo; Manolo Grau, tambo y reparto de leche; Cobos cantina; Antonio Capuzzi, restaurante y bar "Verna"; Antonio Alo, concesionario de diarios y revistas; Martínez de Hoz, criadero de aves; Eusevio Arroyo, matadero y carnicería; Ferreyra Hnos, talleres gráficos "San José"; Antonio Severo, churrasquería; Nicolás Virginillo, fonda "El Descanso"; Amelia B. de Arroyo "Tienda El Palomar".
En 1937 se instaló el Colegio Militar de la Nación. La disponibilidad de tierras y cercanía a la Capital Federal fueron la razón por la cual se eligió el lugar.
En 1944 un nuevo loteo inició un nuevo y rápido proceso de poblamiento.

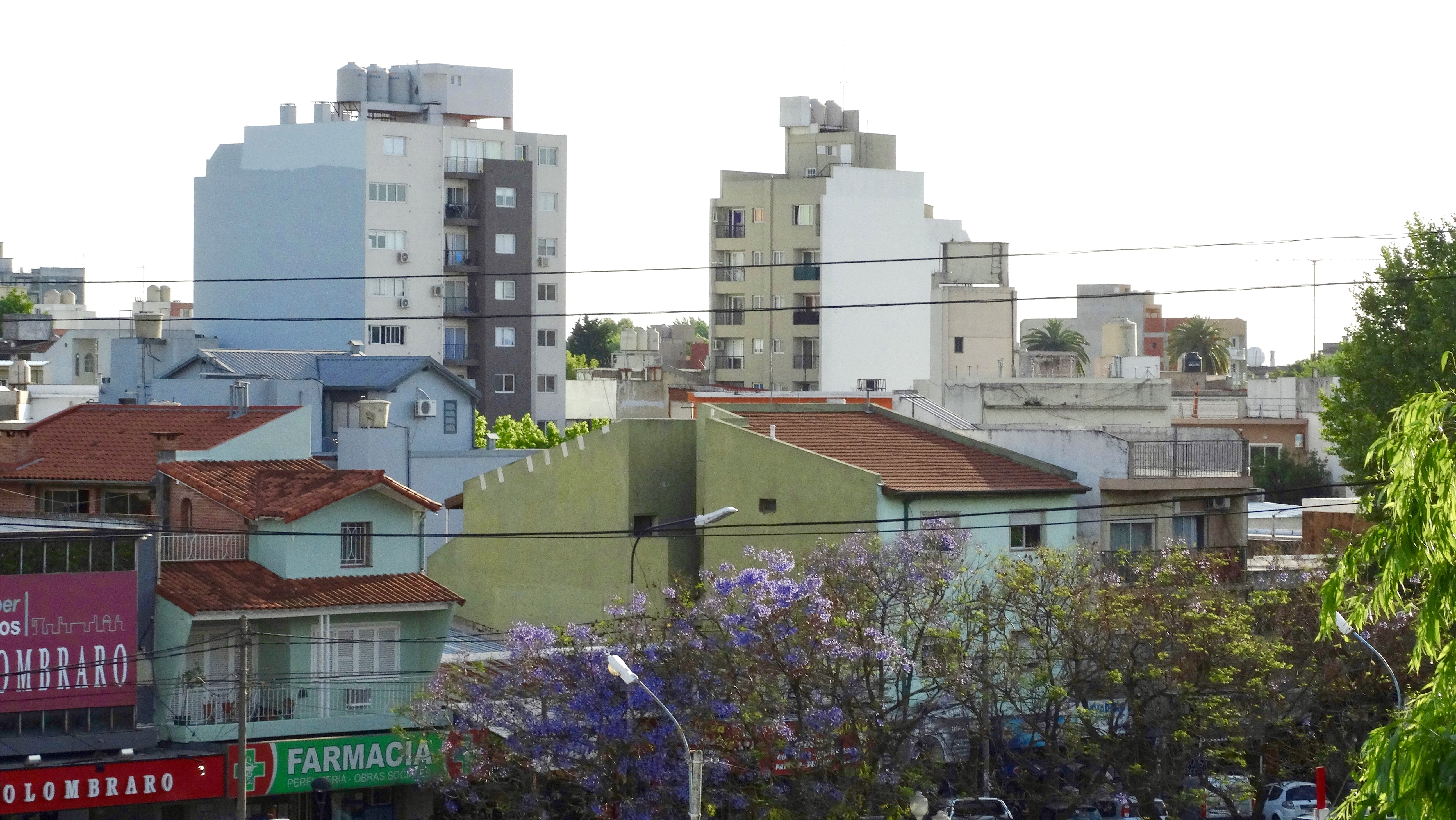
Vista de El Palomar

En 1974 fue declarada ciudad.

### Toponimia
A finales del siglo XVIII Diego Casero (de quien deviene el nombre de la localidad de Caseros, cabecera del partido de Tres de Febrero), instala un palomar en el lugar. El mismo aún se conserva dentro del Colegio Militar de la Nación.

## Geografía

### Población
Su población era de 54,751 habitantes (Indec, 2001), esto la constituye como la 3ª unidad más poblada del partido de Morón (con un 18,5% del total) y la 6.ª unidad del partido de Tres de Febrero (con un 5,2% del total).h

## Deporte
El polideportivo de la Asociación de Fomento de los Amigos de Lomas del Palomar (A.F.A.L.P), se encuentra en la intersección de las calles Geranios y Lorenzini, en Palomar Norte o la Ciudad Jardín Lomas del Palomar. Además, la institución posee una sede social en la calle Alas Argentinas, en la misma ciudad en la que se ubica el polideportivo de la asociación. En él se puede practicar Fútbol (campeones del mundo en dicha disciplina como José Néstor Pekerman o Jorge Mario Olguín, supieron pasar por torneos recreativos de dicho deporte, realizados en A.F.A.L.P), básquet (aquí nació basquetbolísticamente, el campeón olímpico de la disciplina, Luis Scola), balonmano (uno de los más altos niveles en formación juvenil nacional de la disciplina), tenis (Sebastián Prieto, integrante del equipo de Copa Davis en 1999, jugó para el club), vóley, natación, Tae-Kwon-do y maratón, además de otras actividades que enriquecen en lo social a la ciudad del partido de Tres de Febrero, como el grupo Scout John Fitzgerald Kennedy aunque este último no pertenece al club. 
También se encuentra la Sociedad Italiana de Tiro al Segno (S.I.T.A.S.) que se encuentra en la calle Marconi. En él se puede practicar hípica, tenis, fútbol, yoga, tiro, hockey y fisiculturismo, entre otros.
En su anexo en la calle Bergamini se encuentra el predio de entrenamiento de Rugby y Hockey.
También se encuentra el Club Atlético El Palomar (C.A.E.P) con su sede en Marconi y Galán, donde se pueden practicar boxeo, básquet, patín artístico, tae-kwon-do, judo y en el verano natación.

## Música
El Palomar así como Ciudad Jardín Lomas del Palomar es una localidad conocida por ser la cuna de importantes músicos de Jazz y grupos de Rock. Entre ellos encontramos a Gustavo Santaolalla, Arco Iris (el  conjunto de Gustavo Santaolalla), Javier y Walter Mallosetti (jazz), Ricardo Pellican (músico de jazz y pedagogo reconocido a nivel mundial), Andrés Pellican (músico de jazz), MAM, Sumo, G.I.T., Los Caballeros de la Quema (algunos de sus integrantes), Los Piojos, y Camila Bordonaba.

## Industria
El Palomar, además es uno de los polos industriales automotrices más importantes del país. Allí, se encuentra ubicada la fábrica argentina del Groupe PSA, de donde surge la producción de las marcas Peugeot y Citroën para la región de América Latina. En esta planta, son producidos los modelos 308, 408 y Partner de la marca Peugeot y los modelos C4 Lounge, C4 Hatchback y Berlingo de la marca Citroën.
Inicialmente, esta planta perteneció a la filial argentina Fiat Concord, la cual fue destinada a la producción de automóviles. Esta sociedad poseía dos plantas más: Una en Caseros, la cual fue reemplazada por la del El Palomar, y otra en la localidad cordobesa de Ferreryra destinada a la producción de maquinaria pesada y de transporte. Al fusionarse Fiat Concord con SAFRAR (Sociedad de Automóviles Franco Argentinos, representante de Peugeot), fue creada la sociedad Sevel Argentina S.A. Y la planta de El Palomar comenzaba a albergar la producción de automóviles, tanto de la marca Fiat, como de Peugeot, continuando la planta de Ferreyra destinada a la producción de vehículos pesados y de carga. Tras la finalización del acuerdo en el año 1995, ambas empresas dividen la sociedad en partes iguales, pasando la planta de El Palomar a pertenecer a partir de ese momento al Groupe PSA, comenzando a producir las marcas Peugeot y Citroën.

## Parroquias de la Iglesia católica en El Palomar
| Diócesis   | Morón                                                          |
| ---------- | -------------------------------------------------------------- |
| Parroquias | Nuestra Señora de Loreto, Cristo Rey, Nuestra Señora del Valle |

## Iglesias cristianas evangélicas en El Palomar
| Iglesias Evangélicas | Iglesias Evangélicas de la República Argentina |
| -------------------- | ---------------------------------------------- |
| Iglesias             | Iglesia Cristiana Evangélica Palomar           |
| Iglesias             | MJA tu Casa Palomar                            |